# Jonathan Stroud
Jonathan Anthony Stroud (Bedford, 27 oktober 1970) is een Britse schrijver van fantasyboeken, hoofdzakelijk voor kinderen en jongvolwassenen.
Hij heeft de volgende series geschreven:
Bartimaeus
- De amulet van Samarkand (Engels: The amulet of Samarkand)
- Het oog van de golem (Engels: The golem's eye)

Lockwood & Co
- De schreeuwende wenteltrap (Engels: The screaming staircase)
- De fluisterende schedel (Engels: The whispering skull)
- De jongen met de lege ogen (Engels: The hollow boy)
- De vlammende geest (Engels: The creeping shadow)
- Het lege graf (Engels: The empty grave)

- Bibsys: 5029182
- Biblioteca Nacional de España: XX1708009
- Bibliothèque nationale de France: cb125616411 (data)
- CiNii: DA1439447X
- Gemeinsame Normdatei: 128739142
- International Standard Name Identifier: 0000 0001 1229 8367
- Library of Congress Control Number: n95089839
- Nationale Bibliotheek van Letland: 000076317
- MusicBrainz: 843f08f9-92b2-4ad9-864c-8c5ef78870ab
- Bibliotheek van het Japanse parlement: 00939645
- Nationale Bibliotheek van Tsjechië: xx0032399
- Nationale bibliotheek van Australië: 35493587
- Nationale Bibliotheek van Israël: 987007312061405171
- Nationale Bibliotheek van Polen: a0000001234066
- Nationale en Universitaire bibliotheek Zagreb: 000438234
- Nederlandse Thesaurus van Auteursnamen: 245877290
- Istituto Centrale per il Catalogo Unico: MODV292633
- Système universitaire de documentation: 077361148
- Trove: 973184
- Virtual International Authority File: 19794872
- WorldCat: E39PBJgmKVvhrHYCgJ7kh8BwYP